# Billabong (Australie)
Pour les articles homonymes, voir Billabong.

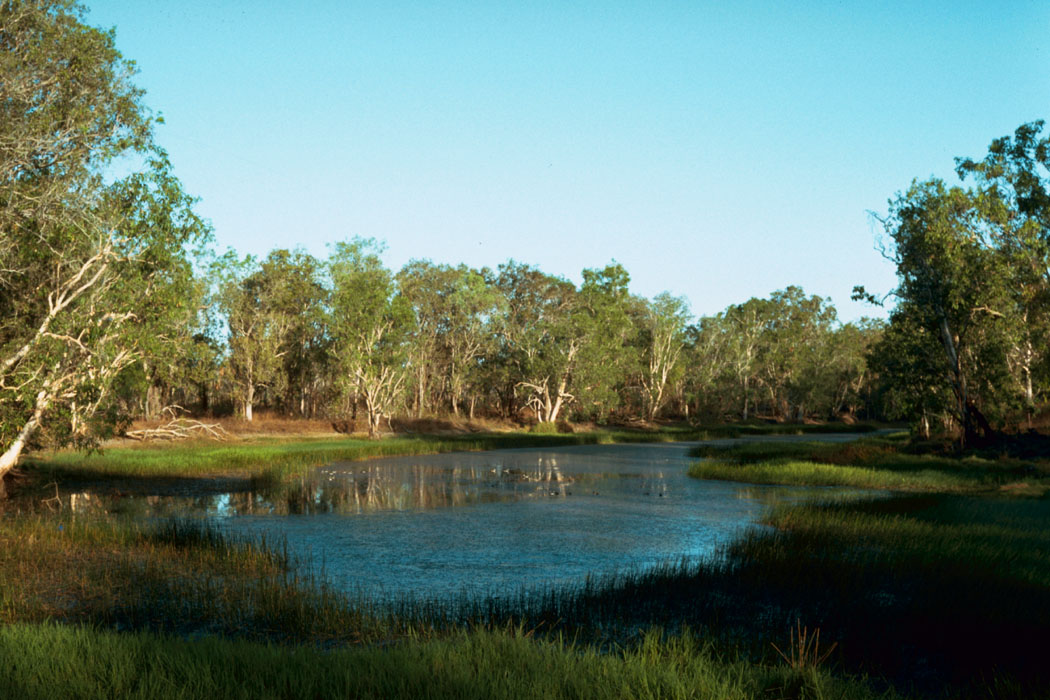
Un billabong dans le Territoire du Nord.

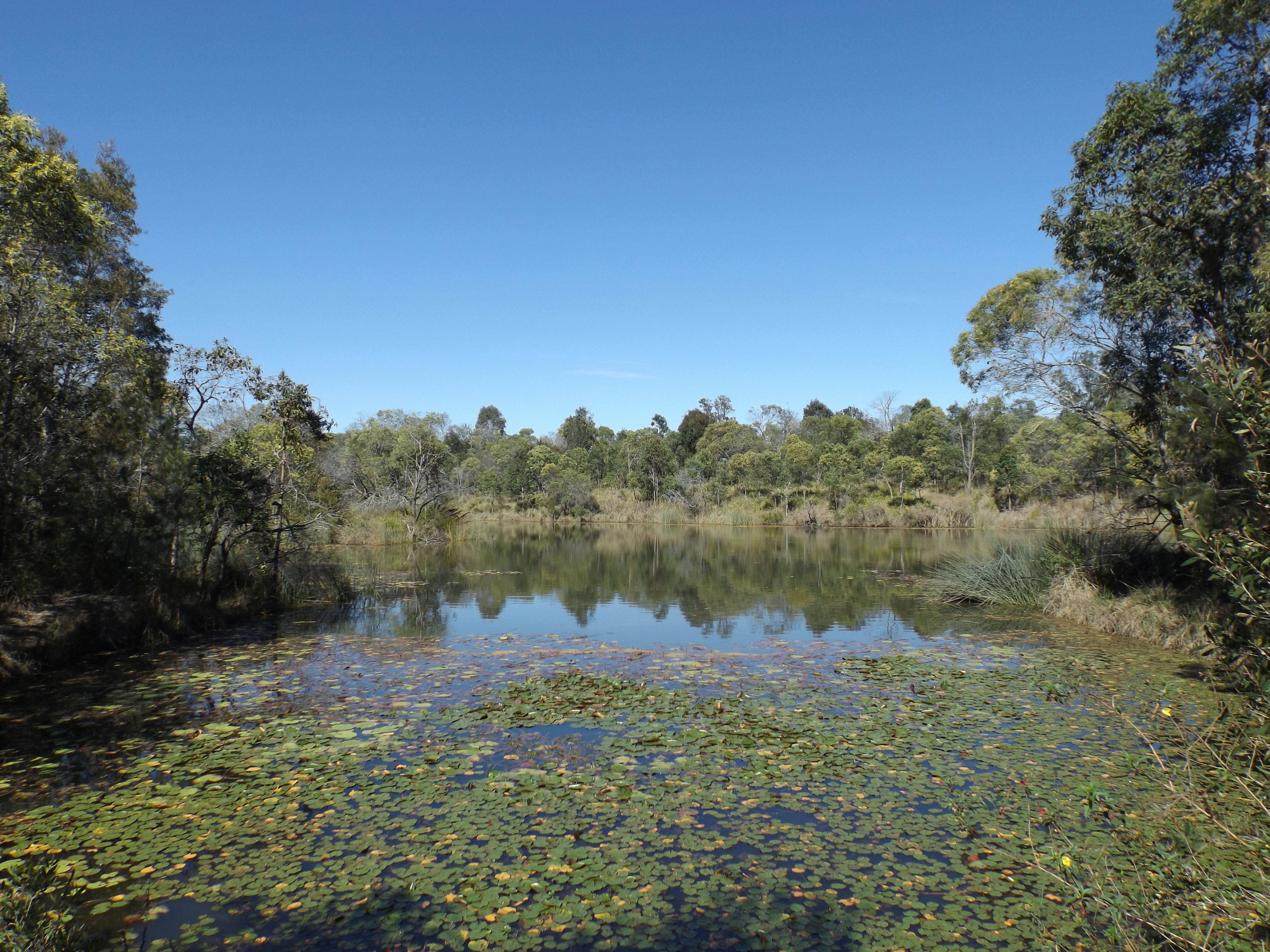
Un billabong dans le Queensland.

Un billabong est une étendue d'eau constituée d'un méandre mort qui se forme généralement quand le cours d'une rivière change. C'est un hydronyme typiquement australien.

## Étymologie
L'étymologie du mot est disputée. Il est probablement dérivé du mot wiradjuri bilabaŋ, formé des deux mots billa, qui signifie « rivière », et bong, qui signifie « mort »,. 

## Caractéristiques
C'est un point d'eau (sorte de lac) qui ne s'assèche jamais. Toute la vie animale se regroupe autour des billabongs en saison sèche pour survivre dans un climat difficile de la même manière qu'autour d'une oasis. Il se forment brusquement après une averse et ne sont pas très profonds. Ils sont très grands et peuvent cacher des crocodiles et des trous dangereux pour la circulation.[Passage contradictoire]
Un billabong est évoqué dans la chanson australienne Waltzing Matilda, considérée comme l'hymne non officiel des Australiens : « Once a jolly swagman / camped by a billabong… ».